# Geertgen tot Sint Jans

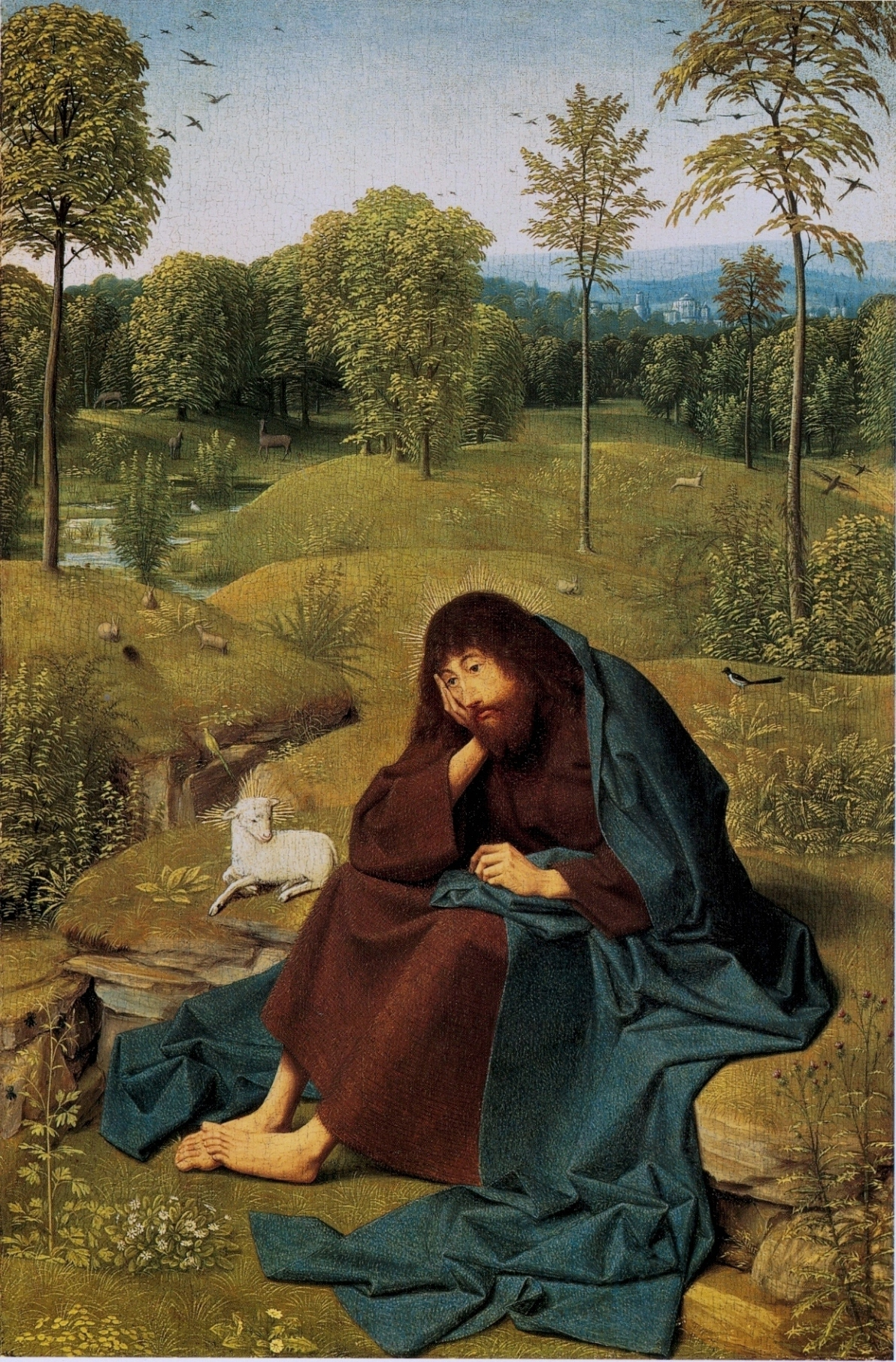
Juan Bautista en el desierto por Geertgen tot Sint Jans

Geertgen tot Sint Jans (h. 1460 en Leiden – h. 1490 en Haarlem), a veces conocido como Gerrit Gerritsz y, en español, como Gerardo de San Juan), fue un pintor holandés de la escuela flamenca dentro del gótico, época del prerrenacimiento según otra denominación. Estuvo activo en Haarlem. 
La consideración de Leyden como su lugar de nacimiento se remonta a un grabado del siglo XVII en el que el grabador, Jacob van Matham, así lo afirma. No hay ninguna evidencia documental de este extremo. La moderna aceptación de esta idea se puede remontar aproximadamente hasta una disertación de Kessler en los años 1920. La evidencia de las fechas de nacimiento y muerte son igualmente problemáticas. Los estudiosos modernos usan el tomo de Van Mander para intentar calcular la muerte del artista, pero no es en modo alguno seguro. Algunos rastros documentales sugieren que, de hecho, vivió en el siglo XVI. 
Su nombre significa "Gerardo de la orden de San Juan Bautista" (conocidos estos últimos también como Caballeros de San Juan u Hospitalarios). Su vida, supuestamente corta, de apenas 28 años, y su limitada producción han hecho que sea poco conocido. Su "oscuridad" es también el resultado de que Erwin Panofsky considerase a Geertgen como uno de los "mayores maestros menores" en su libro Pintura Holandesa Primitiva. Incluso el número de obras que se le atribuyen (que varían entre 12 y 16) está en disputa y los eruditos que estudian al artista (Kessler, Boon, Snyder, Chatelet, Fiero, Koch) han empleado gran parte del tiempo intentanto añadir o quitar obras de la lista. Una de las obras más controvertidas es el llamado Árbol de Jesé, en el Rijksmuseum de Ámsterdam. Hasta hace poco, era atribuido a Jan Mostaert pero actualmente se asigna al "Círculo de Geertgen tot Sint Jans". 
Geertgen tot Sint Jans parece haber madurado como artista muy pronto. Van Mander afirma que Alberto Durero dijo de él que "verdaderamente era pintor desde el útero de su madre". Esta afirmación, sin embargo, puede ser apócrifa dado que el diario de Durero sobre sus viajes a los Países Bajos no menciona este episodio en absoluto. Más probable parece que Van Mander estuviera usando una forma de amplificación retórica para hacer crecer la estima hacia un paisano de Haarlem. Muchos eruditos han señalado que la historia de Van Mander es a veces inconsistente y que usar su texto como referencia crea ciertas dificultades para los estudiosos modernos.
La mayor parte del conocimiento actual sobre Geertgen viene, pues, de la obra de Karel van Mander, "Het Schilderboek" (El libro del pintor) publicado en 1604. Escribiendo más de cien años después de la muerte de Geertgen, la exactitud de la información es desconocida, pero Mander afirma que fue discípulo de Albert van Ouwater y también consigna la creación de una de sus más famosas pinturas, La leyenda de las reliquias de san Juan Bautista. La misma era parte de un tríptico más grande para un altar de los Caballeros de San Juan en Haarlem. Fue destruido durante el asedio de Haarlem en 1573, pero se han salvado algunas partes. La sección que queda, de hecho, parece corresponder a dos partes de la misma ala, serradas.
Las escenas que han sobrevivido muestran varios episodios de la historia en una misma imagen, y son escenas bíblicas. Como es típico del arte de la época, se hizo primariamente en paneles de roble con pintura al óleo realizada mezclando pigmentos con aceite. Esto permitía al pintor trabajar mediante capas de pintura para proporcionar diferentes efectos visuales.
Geertgen tot Sint Jans destaca sobre todo "por los sorprendentes efectos lumínicos y el acusado sentido plástico que de ellos deriva, aparte de la originalidad de las composiciones y de los rasgos de las figuras representadas".

## Obras

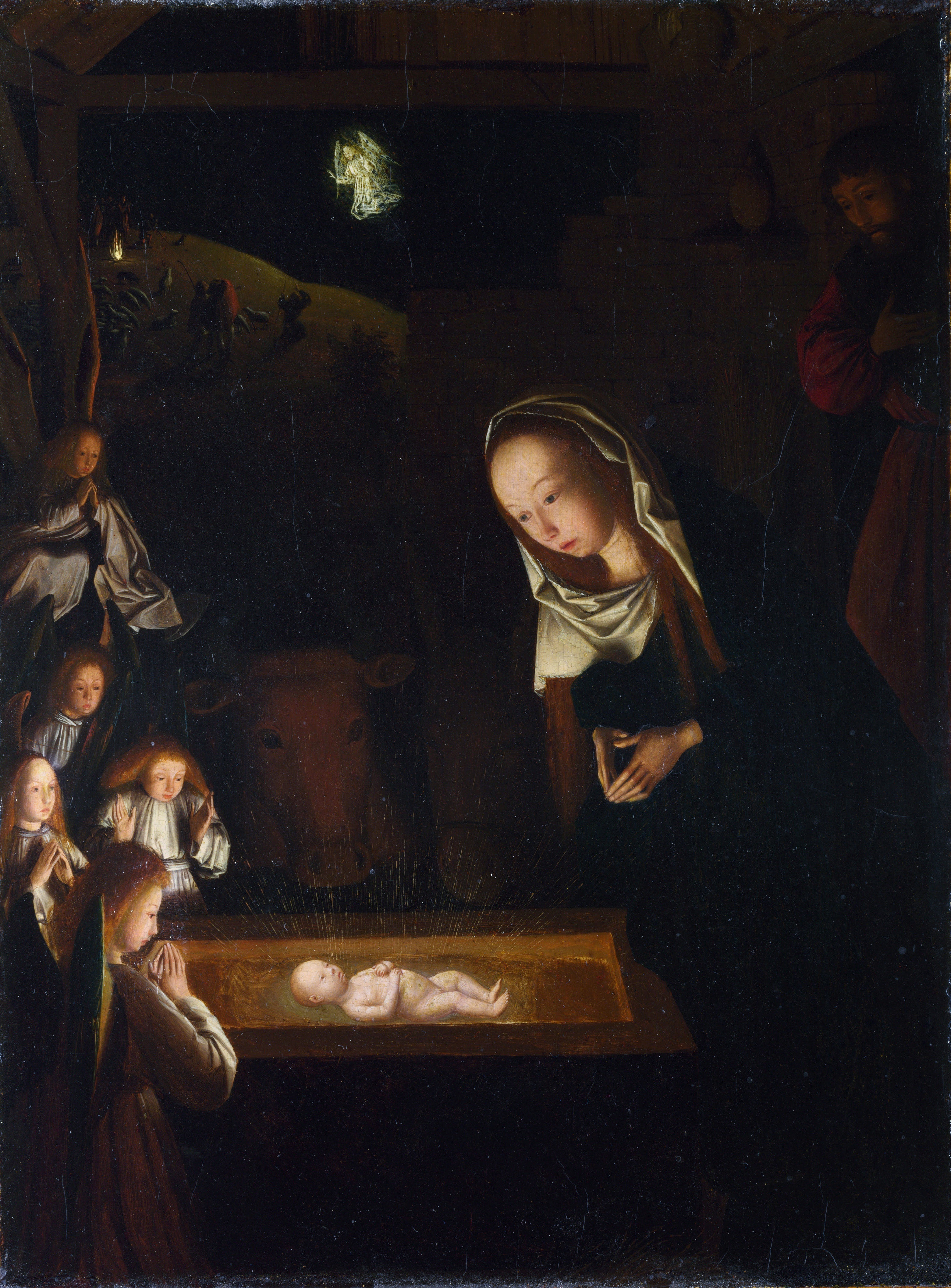
Natividad, h. 1490, tabla, 34 × 25 cm, National Gallery de Londres.

Sus pinturas pueden verse en Ámsterdam (Rijksmuseum), Viena (Museo de Historia del Arte de Viena) y Berlín (Gemäldegalerie).
En total sólo 12 obras de Geertgen han sobrevivido. Otros títulos que se le atribuyen son:
- Milán, Pinacoteca Ambrosiana, Virgen con Niño, hacia 1476, 12 x 9
- Ámsterdam, Rijksmuseum, La familia de la Virgen, hacia 1485, 137 x 105
- Ámsterdam, Rijksmuseum, El árbol de Jesé, hacia 1485, 89 x 59, atribuido
- Praga, Museo Nacional, La adoración de los magos, h. 1485, 111 x 69
- París, Louvre, La resurrección de Lázaro, h. 1485
- Viena, Kunsthistorisches Museum, Los huesos del Battista, h. 1485, 175 x 139
- Viena, Kunsthistorisches Museum, El llanto de Cristo, h. 1485, 175 x 139
- Rótterdam, Museo Boymans Van Beuningen, Virgen con Niño, h. 1485, 27 x 20
- San Petersburgo, Ermitage, San Bavón (enlace roto disponible en Internet Archive; véase el historial, la primera versión y la última)., h. 1485, 36 x 30, atribuido
- Londres, National Gallery, Natividad, 1485 - 1490, 34 x 25
- Edimburgo, National Gallery de Escocia

Crucifixión (enlace roto disponible en Internet Archive; véase el historial, la primera versión y la última)., 1487, 24 x 18
- Ámsterdam, Rijksmuseum, La adoración de los Magos, h. 1490, 90 x 70
- Berlín, Staatliche Museen, San Juan Bautista, h. 1490, 42 x 28
- Utrecht, Aartsbisschoppelijke Museum, Varón de dolores, h. 1490, 26 x 25